# Número nacional de identificação
Um número nacional de identificação, número de identidade nacional, ou o número nacional de seguro é utilizado pelos governos de muitos países como um meio de controle de seus cidadãos, residentes permanentes e residentes temporários para fins de trabalho, a tributação, os benefícios do governo, cuidados de saúde, e outros funções relacionadas acréscidas. O número aparece em documentos de identidade emitidos por vários países.
As formas em que tal sistema é implementado variam entre os países, mas na maioria dos casos, os cidadãos recebem um número de identificação ao atingir a idade legal, ou quando eles nascem. Não-cidadãos podem ser emitidos tais números quando entrar no país, ou quando concedido uma autorização temporária ou de residência permanente.
Muitos países emitiram esses números para um único propósito, mas ao longo do tempo, eles se tornam , de facto, número de identificação nacional. Por exemplo, os Estados Unidos desenvolveram o seu número de Segurança Social do sistema como um meio de organizar o desembolso de benefícios da Segurança Social . No entanto, devido à função de fluência, o número tornou-se usado para outros fins, para o ponto onde ele é quase essencial ter uma, entre outras coisas, abrir uma conta bancária, obter um cartão de crédito, ou dirigir um carro. Embora alguns países são obrigados a recolher informações TIN/SSN para os procedimentos exteriores de pagamento, alguns países, como os EUA, não estão obrigadas a recolher outras nações" LATA se outros requisitos, tais como data de nascimento. As autoridades usam bancos de dados e eles precisam de um identificador único , a fim de assegurar que os dados, na verdade, referem-se à pessoa pesquisada. Em países onde não existe o número estabelecido a nível nacional, as autoridades precisam para criar o seu próprio número para cada pessoa, embora não exista ainda um risco

## África

### A Gâmbia
Na Gâmbia, o Número de Identificação Nacional (NIN) é composto por 11 dígitos, no formato DDMMAA-PG- ##CS. DD MM YY indica a data de nascimento, PG indica lugar de emissão e de nacionalidade, ## é um número de série e também indica o sexo e a CS é uma soma de verificação.

### Nigéria
O Número de Identificação Nacional Nigeriano (NIN) é emitido e gerido pela Identidade Nacional, da Comissão de Gestão (NIMC), e é um conjunto de onze dígitos (exemplo: XXXXXXXXXXX), atribuído a mais de 16 anos de idade Nigerianos e residentes legais pelo Governo.

### África Do Sul

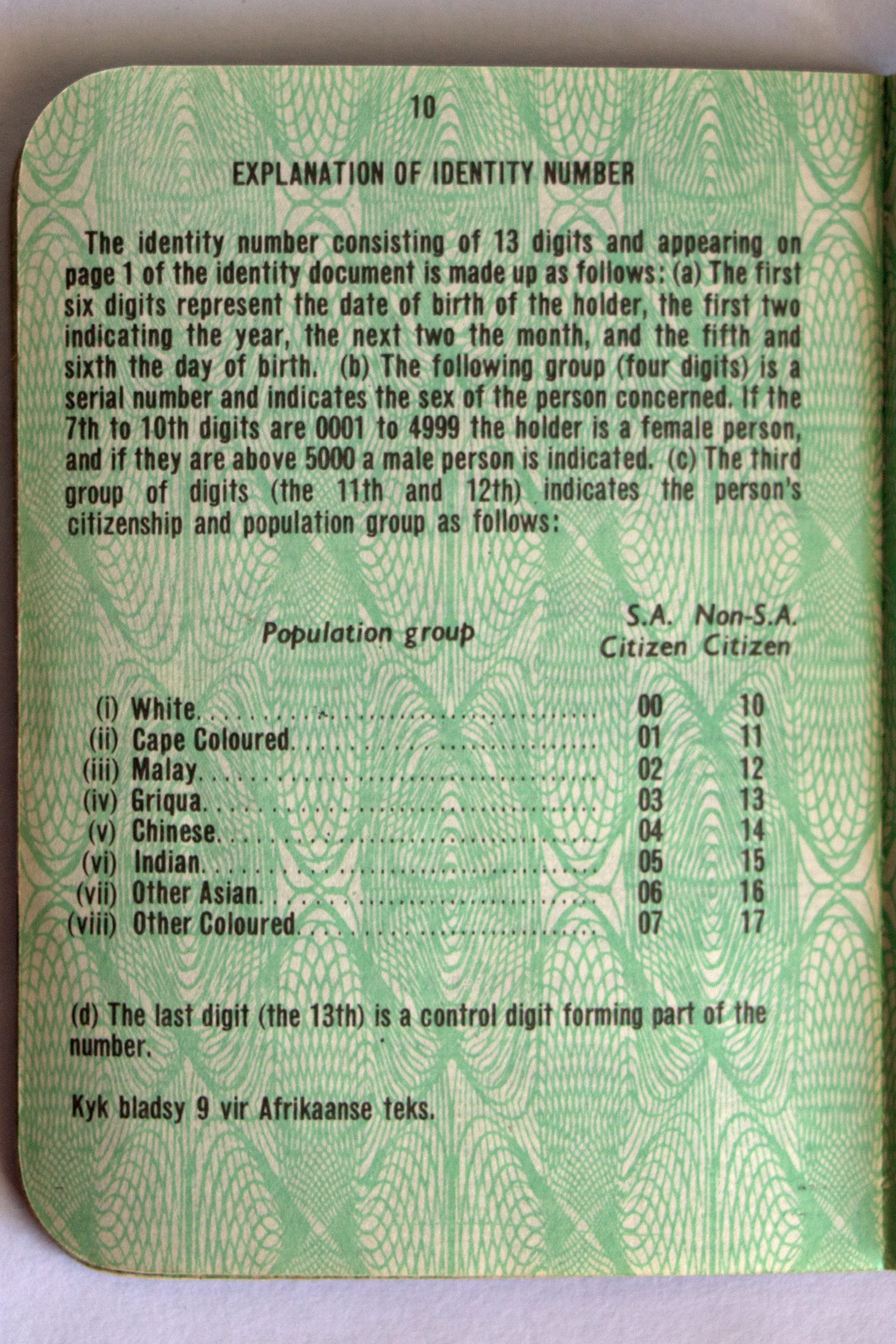
Explicação do número de identificação em um Sul-Africano de documento de identidade durante o regime do apartheid

Na República da África do Sul, todo o cidadão deve solicitar um Documento de Identidade a partir da idade de 16 anos. O número de IDENTIFICAÇÃO já está alocada no momento em que a certidão é gerada e necessária para a criança pedidos de passaporte. Este tamanho de passaporte documento contém apenas 8 páginas, a primeira página que contém o número de identificação nacional (com código de barras formato), o nome do portador, distrito ou país de nascimento, bem como uma fotografia do portador. As outras páginas são utilizadas para a gravação de voto, de participação, de uma página para a carteira de motorista de informações (embora ele não é mais usado desde a introdução do cartão de plástico tipo de licenças), bem como páginas de armas de fogo licenças (também cartão de plástico tipo agora). O documento é necessário para solicitar um passaporte, carro de aprendiz (licença de mais de 17), a motocicleta do aluno de licença (16), a licença de condução (mais de 18), a licença da motocicleta (mais de 16 ou 18, dependendo do cc) e votação (mais de 18). O Documento de Identidade não é usado para viagens internacionais fins (separado passaporte é emitido), mas geralmente é aceitável a identificação fotográfica para voos internos, e, principalmente, serve como prova de identificação. Algumas autoridades podem aceitar a carteira de motorista, como prova de identidade, mas o Documento de Identidade é o único universalmente aceito formulário de identificação. O governmenthas começou a emitir cartões de IDENTIFICAÇÃO que contém um biométricos chip que ,por sua vez, contém informações biográficas que é exclusivo do titular do cartão. O governo Sul-Africano desejos para eliminar o velho Verde com código de barras de IDENTIFICAÇÃO do livro e substituí-lo com o Cartão de Identidade. O número de Identidade também é usado quando o titular se aplica a uma subvenção do Sul-Africana Social Security Agency (SASSA).

#### Validação
Um Sul-Africano de pessoa, número de identificação é um número de 13 dígitos contendo apenas caracteres numéricos, e nenhum espaço em branco, pontuação ou caracteres alfa. Ele é definido como YYMMDDSSSSCAZ:
- AAMMDD representa a data de nascimento (Data de nascimento);
- SSSS é um número de seqüência registrado com a mesma data de nascimento (onde as mulheres são atribuídos números sequenciais de 0 ou 4 e machos de 5 a 9)
- C é a cidadania com 0 se a pessoa é um SA cidadão, 1 se a pessoa é um residente permanente;
- Um 8 ou 9. Antes de 1994, este número foi usado para indicar o titular da corrida;
- Z é um dígito de soma de verificação.

Usando o Número de IDENTIFICAÇÃO 8001015009087 como um exemplo, poderia ser lido como segue:
O ID indica que um cidadão do sexo masculino, nasceu em 1 de janeiro de 1980; ele era o 10 do sexo masculino a ser registrado (supondo que o primeiro macho para ser registrado em que dia seria atribuído o número de sequência de 5000).
O dígito de soma de verificação é calculada usando o algoritmo de Luhn:
- A = soma dos dígitos do número de IDENTIFICAÇÃO nas posições ímpares (excluindo Z)
- B = o número formado pela concatenação dos dígitos no número de IDENTIFICAÇÃO nas posições
- C = é a soma dos dígitos (2 * B)
- D = A + C
- Z = 10 - (D mod 10)

#### A classificação Racial
Durante o apartheid, o segundo para o último dígito, "A", indicado a "raça". Uma vez que estes documentos não foram, em seguida, emitido para a maioria da população, a "corrida" código não inclui aqueles classificados como Negros.7605300675088
"A" Classificação:
- 0: Branco
- 1: Cabo De Cor
- 2: Kosom Anekk
- 3: Griqua
- 4: Chinês
- 5: Indiana
- 6: Outros Asiáticos
- 7: Outros Colorido

Depois de cerca de 1987, a classificação racial foi eliminado, e todos os números existentes foram reeditados com novos dígitos nos dois últimos campos (AZ).

#### HANIS
Em contraste com outros países Sul-Africano número de ID não é o único, pelo menos por causa do uso de um ano de dois dígitos. Outros problemas com duplicações existir: no entanto, o Departamento de Assuntos internos HANIS Projeto tem planejado para corrigir isso com IDENTIFICAÇÃO de cartões inteligentes. A linha de tempo para o que é indeterminada, como o último pedido de orçamento para 08/09 e 09/10 incluído solicitações de orçamento para ele apesar de o projeto ser ativo desde 1997.

## Américas

### Argentina
Na Argentina, a única nacional de identificação emitido é o DNI, Documento Nacional de Identidade (Documento Nacional de Identidade). É um número não relacionados a nada em particular sobre a pessoa (exceto para os imigrantes que recebem números começando em 92,000,000). É atribuído à nascença, pelo Registro Nacional de las Personas (Registo Nacional de Pessoas), mas os pais precisam se inscrever os seus filhos, e por isso, existem algumas pessoas, especialmente os pobres, que não têm um DNI.
A IDENTIFICAÇÃO é necessária para a solicitação de crédito, a abertura de uma conta bancária, e para a votação. A lei requer uma pessoa para mostrar a sua DNI quando utilizar um cartão de crédito. Antes de o DNI LC (Libreta Cívica, para as mulheres) e LE (Libreta de Enrolamiento, para os homens) foram utilizados. Este foi, mais tarde, a unificação do DNI.
Para contributiva fins, o CUIT e CUIL (Código Único de Identificación Tributária, Código Exclusivo para Contributiva a Identificação e o Código Único de Identificación Laboral, Único Código Laboral de Identificação). Um exemplo de que o ID é 20-10563145-8. Ele é baseado no DNI e acrescenta 2 números no início e outra no fim. Por exemplo, 20 e 23 para os homens, 27 para mulheres, e um controle dígitos no final. Os funcionários têm o CUIL (atribuído no momento em que o DNI é criado), e os empregadores têm um CUIT. Os dois primeiros dígitos identificar a CUIT para as empresas são, por exemplo: 30 ou 33. Se uma pessoa decide abrir uma empresa própria, a sua CUIL, geralmente, torna-se seu CUIT. O CUIT foi necessária porque diferente de identificação é necessária para as empresas, que não pode ser identificado por um DNI número.

### Brasil
No Brasil, existem dois sistemas. O primeiro, o Registro Geral (RG) é um número associado ao funcionário do cartão de IDENTIFICAÇÃO. Embora os cartões de IDENTIFICAÇÃO são supostamente nacionais, RG números são atribuídos pelos estados e algumas outras organizações, como as forças armadas. Assim, não apenas é possível para uma pessoa ter o mesmo número de RG como uma pessoa de outro estado (que é geralmente tratada, especificando o estado que emitiu o cartão de IDENTIFICAÇÃO), mas também é possível (juridicamente) ter mais de um RG, de diferentes estados.
O outro sistema, o Cadastro de Pessoas Físicas (CPF) é federal e supostamente exclusiva (restrição de fraude), mas ele foi criado originalmente para fins de tributação (relacionado com este sistema é utilizado para empresas, que é chamado Cadastro Nacional de Pessoas jurídicas", ambos - CNPJ). Um, outro ou ambos os números são necessários para muitas tarefas comuns no Brasil, tais como a abertura de uma conta bancária ou a obtenção de uma carteira de motorista. O RG sistema é mais difundido, mas suas limitações levaram ao debate sobre a fusão de ambos os sistemas para um novo, que seria baseado em torno do CPF.
Outro tipo de registro é o Número de Segurança Social, que é originada quando uma pessoa cria um no Instituto Nacional de previdência Social do site ou começa a trabalhar para uma empresa, quando este tem para registrar os funcionários no Programa de Integração Social.
Há um outro número para as eleições, que são de participação obrigatória para os cidadãos de 18 a 70 anos de idade.

### Canadá
O uso do Número do Seguro Social (SIN) como uma "união de facto" número de IDENTIFICAÇÃO terminou em 2004, com a passagem da Proteção de Informações Pessoais e Documentos Eletrônicos Ato. só Há certos casos em que uma organização pode solicitar um SIN (designadamente, para efeitos de imposto ou de benefícios de reforma problemas relacionados). O SIN deve ser guardado como informações pessoais confidenciais, e portanto não pode ser utilizada como um número de IDENTIFICAÇÃO. no Entanto, o SIN ainda é usado como um identificador exclusivo para o Canada Revenue Agency para controlar os indivíduos que estão a apresentar suas declarações de imposto de renda.

### Chile
No Chile, o Número de Identificação Nacional é chamado RUN (Rol Único Nacional), mas normalmente é chamado de RUT (Rol Único Tributario) já que o número é o mesmo que o utilizado para fins fiscais. A principal diferença entre elas é que a RUN só é atribuído a pessoas singulares, enquanto pessoas jurídicas só pode obter um RUT número.
No caso de pessoas singulares, o número do RUN/RUT é usado como um número nacional de identificação, contribuinte fiscal número do CPF, número da carteira de habilitação, para o emprego, etc. Também é comumente utilizado como um número de cliente em bancos, varejistas, companhias de seguro, companhias aéreas, etc. Até o final de agosto de 2013, a corrida também foi usado como o número do passaporte. Após esta data, o Chileno passaportes tiveram números únicos.
Desde bem antes de 1990, cada recém-nascido é dado um número da RUN; anteriormente foi atribuído no momento do pedido, para obter o cartão de identificação. Não-residentes no Chile também obter uma corrida e um cartão de identificação. Cada empresa ou organização também deve ter um RUT, para fins de impostos.
A RUN ou a RUT tem 7 ou 8 dígitos (para pessoas que estão vivas hoje, no passado, havia pessoas com 5 ou 6 dígitos, mas morreram fora), além de um dígito de verificação , ou uma carta xx.xxx.xxx-z, z é {0-9, K}).
Código em C# para verificar a exatidão do RUT pode ser encontrado  aqui: http://www.vesic.org/english/blog/c-sharp/verifying-chilean-rut-code-tax-number/ e em Clojure para verificar a exatidão do RUT pode ser encontrado aqui: https://github.com/daplay/chileno

### Colômbia
Na Colômbia, cada pessoa é emitido um básicas cartão de IDENTIFICAÇÃO durante a infância (Tarjeta de Identidad). O número de IDENTIFICAÇÃO inclui a data do nascimento e a uma curta o número de série. Ao atingir os 18 anos de idade, todo o cidadão é reeditado uma cidadania cartão (Cédula de Ciudadanía), e o número de IDENTIFICAÇÃO é utilizada e necessária em todas as instâncias, públicas e privadas.
Todos os Colombianos nacional viajar para o exterior é emitido um passaporte ou outro documento que inclui um número de passaporte relacionadas com o número de identificação nacional); desta forma os governos estrangeiros podem acompanhar cidadãos Colombianos com seus consulados.
Existe também um número atribuído a empresas: NIT (Número de Identificación Tributária). Afluente Número de Identificação (por sua sigla em espanhol). Entre outras coisas, ele é usado para imposto de relatórios.
RUT (Registo único tributário) (número de identificação do contribuinte)
Em 2003 criou o NUIP (Número Único de Identificación Pessoal), iniciando-se a numeração por bilhão (1.000.000.000 de).

### México
No México, o número de IDENTIFICAÇÃO é chamado o CURP (Clave Única de Registro de Población), embora o mais importante e aceito cartão de IDENTIFICAÇÃO seria o cartão de eleitor ("credencial de eleitor", ou então "credencial del INE," como por as iniciais de "Instituto Nacional Eleitoral/Instituto Nacional de Eleições, a instituição responsável por procedimentos eleitorais). Há, no entanto, outros importantes números de IDENTIFICAÇÃO no México, por exemplo, o número de segurança social, que é o número atribuído pelo Instituto Mexicano del Seguro Social (Instituto Mexicano de seguridade Social, ou IMSS) para cada cidadão que começa a trabalhar, ou a RFC (Registro Federal del Contribuyente), que é atribuído pelo ministério da fazenda e tem o mesmo formato como o CURP mas de um comprimento mais curto.

### Estados Unidos
Nos Estados Unidos, um Serviço Seletivo Número deve ser aplicado a todos os cidadãos do sexo masculino torneamento de 18 anos de idade. Um opcional de número de identidade nacional é o número de Segurança Social (SSN), um número de nove dígitos emitido para cidadãos americanos, residentes permanentese temporários (de trabalho) de habitantes. Sua finalidade foi a de identificar os indivíduos, para efeitos de Segurança Social, mas agora é também utilizado para controlar os indivíduos para a tributação fins. Não há nenhuma obrigação legal de ter um SSN, caso não seja necessária para a Segurança Social ou de impostos, mas na prática o que é necessário para muitos outros fins, como por exemplo, abrir uma conta bancária ou aplicar para uma licença de condução, de modo que quase todos os cidadãos americanos e residentes permanentes de ter um. O SSN tem, portanto, tornar-se um , de facto, número de identificação nacional.

### Venezuela
Na Venezuela o SAIME (DIEX) a emissão de um cartão de IDENTIFICAÇÃO na adolescência (Cédula de Identidad). O cartão de IDENTIFICAÇÃO inclui a data de nascimento, um correlato (número de população continua número de nacionais, depois de 80.000.000 para estrangeiros residentes), uma foto, estado civil, data de expedição, data de validade (validade do cartão de ID ainda é válido para os nacionais) e uma impressão digital. A duração é de 10 anos.
Físicas e empresas tem um RIF, (Fiscal de Registro de informações) para tributável fins. Para pessoas físicas, é o número de ID + dígito de soma de verificação.

## Ásia

### Bahrein
No Bahrein todos os cidadãos e residentes devem possuir um Cartão de Identificação (em árabe: بطاقة الهوية) e, portanto, tem um Número Pessoal (em árabe: الرقم الشخصي), que consiste de 8 dígitos seguido por um dígito de verificação (Total: 9 dígitos). Em geral, ele tem o seguinte formato: YYMMNNNNC, onde YYMM é o ano e mês de nascimento, NNNN é um número aleatório, C é o dígito de verificação. No entanto, uma minoria de cidadãos e residentes de Números Pessoais que não seguem esse formato.
É possível obter um Distintivo Número Pessoal (em árabe: الرقم الشخصي المميز), somente para os recém-nascidos, e é opcional e não obrigatória, uma taxa de US$130, 200, ou 260 dependendo da categoria).
Outro nome local para o número Pessoal é Central de Registro Populacional (CPR) Número (em árabe: الرقم السكاني) que era usado antes da criação da Central Informatics Organization (CIO) (em árabe: الجهاز المركزي للمعلومات).

### República popular da China
Na república popular da CHINA, um cartão de IDENTIFICAÇÃO é obrigatório para todos os cidadãos, que são mais de 16 anos de idade. A IDENTIFICAÇÃO do número de 18 dígitos e está no formato RRRRRRYYYYMMDDSSSC, que é a única e exclusiva código de identificação para o titular (antigo cartão de IDENTIFICAÇÃO só tem 15 dígitos no formato RRRRRRYYMMDDIII). RRRRRR é um padrão de código para a divisão administrativa onde o titular é nascido (município ou distrito de uma cidade), YYYYMMDD é a data de nascimento do titular, e SSS é um código sequencial para distinguir as pessoas com as mesmas datas de nascimento e locais de nascimento. O código sequencial é estranho para os machos e para as fêmeas. O final do personagem, C, é um valor de soma de verificação sobre o primeiro de 17 dígitos. Para calcular a soma de verificação, os dígitos em ordem é multiplicado por um peso no conjunto ordenado [7 9 10 5 8 4 2 1 6 3 7 9 10 5 8 4 2] e resumidas. A soma módulo 11 é usado como um índice para o conjunto ordenado [1 0 X 9 8 7 6 5 4 3 2], com o primeiro índice a ser zero. O valor indexado é o dígito de soma de verificação. Em 15 dígitos IDs, III é um número de identificação criado através de determinados métodos matemáticos (o último dígito pode ser uma letra em inglês, como o X). O cartão de IDENTIFICAÇÃO é usado para fins residenciais de registro do exército, a inscrição de matrícula, registro de casamento e divórcio, indo para o exterior, de tomar parte na realização de exames nacionais, e outro social ou matéria civil.

### Hong Kong
Em Hong Kong, Hong Kong carteira de Identidade (HKID) é obrigatório para todos os moradores com idade superior a 11, sujeito a exceções limitadas. HKID cartões de conter o portador HKID número, qual o formato padrão é X123456(Um). X representa uma ou duas letras do alfabeto. Os numerais podem representar qualquer número árabe. Um é o dígito de verificação, que tem 11 valores possíveis de 0 a 9 e A. as letras e Os números não são atribuídos arbitrariamente. Além disso, pode-se visualizar o de identificação internacional dos títulos, números de organização que ajuda a atribuir códigos ISIN, títulos e valores mobiliários.

### Índia
Quanto maior a IDENTIFICAÇÃO Biométrica do Programa, o Governo Indiano, em 28 de janeiro de 2009, estabeleceu uma Autoridade chamado a Identificação Única Autoridade da Índia (UIDAI) para emitir um Número de Identificação Único para todos os cidadãos e residentes da Índia. UIDAI do Aadhaar cartão de projeto dá a cada cidadão Indiano um único de 12 dígitos para o número de identificação, juntamente com a gravação de seus dados biométricos, tais como íris de digitalização e de impressões digitais em um UIDAI banco de dados e o cartão está a ser lançado para todos os cidadãos. O primeiro Aadhaar número foi lançado em Maharashtra, na aldeia de Tembli, em 29 de setembro de 2010. até agora, até fevereiro de 2016, 984 milhões de euros (98 crores) Aadhaar Números tenham sido emitidos. Em outubro de 2015, 93 por cento dos adultos Índios têm uma Aadhaar cartão. não existe Aadhaar cartão inteligente , mas informações de UID de um cartão pode ser impresso em uma folha de papel ou em um cartão de plástico. Após a recente ordem do supremo tribunal da Índia Aadhar cartão não é obrigatório para recorrer a serviços públicos. O governo também autorizou a impressão de Aadhar como cartões Pan por exemplo, em cartões de PVC.
Antes de Aadhaar, o mais próximo que a Índia tem de vir esta é a Permanente número de conta (PAN), emitido pelo Imposto de Renda, para fins de acompanhamento do rendimento e do imposto de renda. Ele ganhou a utilize como um meio de identificação para atividades como a obtenção de um telefone de ligação. Um total de 24.37 crore (243.7 milhões) Panelas de ter sido atribuído como, de 24 de fevereiro de 2016.

### Indonésia
Na Indonésia, o número de 16 dígitos é usado como um número único para cada cidadão. Ele é conhecido como Nomor Induk Kependudukan. O número é dado a todos os Indonésio cidadão. O formato é PPRRSSDDMMYYXXXX onde PP é de dois dígitos província de código, RR é de dois dígitos regência ou código de cidade, SS é de dois dígitos, sub-distrito de código, DDMMAA é a data de nascimento (DD é adicionado por 40 para o sexo feminino), e XXXX é um quatro dígitos informatizado número. O número é indicado na Indonésia cartão de identidade. Adicionar individuais, o código de estado como, por questão de estado de um único distrito. e isso não é para ser refletida a partir (como Distrito no+estado+Índia Nacional N
Este programa é projetado com base em UIDAI da Índia. Embora a Indonésia começou tarde, Indonésia Nacional de IDENTIFICAÇÃO do programa está crescendo muito rápido ritmo e assumiu a concluir mais cedo do que a Índia, devido à menor população.
Desde 2012, o governo lança e-KTP ("Elektronik Kartu Tanda Penduduk", "Eletrônica de Cidadão o Cartão de IDENTIFICAÇÃO"), que é um cartão RFID contendo informações criptografadas de assinatura eletrônica, iris scan, dez dedos de digitalização de impressões digitais e de alta-resolução de foto de passaporte.

### Irão, República Islâmica do
No Iran, o Número de Identificação Nacional é um número de 10 dígitos no formato XXX-XXXXXX-X; (e.g. 012-345678-9). O governo começou, dias nacionais de imunização e de 10 dígitos do código postal, em 1989.

### Iraque, República do
Todos os cidadãos Iraquianos devem ter um Certificado de Nacionalidade (شهادة الجنسية) e um Documento de Identificação civil (هوية الأحوال المدنية). Em 2016, ambos os documentos foram substituídos com o Cartão Nacional (البطاقة الوطنية), um biométricos cartão de IDENTIFICAÇÃO.

### Israel
Um Número de Identidade (hebraico: מספר זהות Mispar Zehut) é emitido para todos os cidadãos Israelenses no nascimento por o Ministério do Interior. Ele é composto de nove dígitos: um dígito de um prefixo, de sete dígitos, e um final dígito de verificação. Blocos de números são distribuídos para os hospitais e números individuais são emitidos para os bebês após a alta do hospital. Residentes temporários (categoria A-5) são atribuídos a um número quando recebem concessão do estatuto de residente.
Um Cartão de Identidade, (em hebraico: Teudat Zehut), com um Número de Identidade, é emitido para todos os residentes com mais de 16 anos, que tenham legal de residência temporária ou permanente estado, incluindo os não-cidadãos.

### Japão
Nacional do japão) número de identificação do sistema, conhecida no país como "Meu Número" (em Japonês: マイナンバー), entrou em vigor a partir de 2016. O número é composto por 12 dígitos, e é atribuído a cada um residente do Japão, incluindo os não-Japoneses residentes de longa duração, válidos de autorização de residência.

### Cazaquistão
No Cazaquistão há 12 dígitos do Número de Identificação Individual de pessoas físicas (abreviado em em cazaque:  ЖСН, ZhSN; em em russo:  ИИН, IIN, com os seis primeiros dígitos representam pessoa, data de nascimento no formato AAMMDD) e um de 12 dígitos de Negócios Número de Identificação do ru:Бизнес-идентификационный номер para pessoas jurídicas (empresas).
Até sua abolição em 1 de janeiro de 2013, os 12 dígitos do Número de Inscrição do Contribuinte (em cazaque:  Салық төлеушінің тіркеу нөмірі; em russo:  Регистрационный номер налогоплательщикаnormalmente abreviado como РНН, RNN) foi mais popular no trato com as autoridades, bem como com as empresas.

### Kuwait
No Kuwait, os 12 dígitos do número de identificação nacional é o Civil, Número (em árabe: الرقم المدني), segue-se o formato (NYYMMDDNNNNN), e é emitido e colocar o da IDENTIFICAÇÃO Civil e gerenciado pela Agência Pública Civil de Informação (PACI) em árabe: الهيئة العامة للمعلومات المدنية.
O da IDENTIFICAÇÃO Civil contém titular do nome em árabe e inglês, imagem, sexo, data de nascimento, endereço atual e uma memória digital.
Civil Número é emitido para os cidadãos e residentes, e é usado para uma série de tarefas como abrir uma conta bancária, ficando isento de cuidados médicos ou mesmo para tirar alguns exames, como o IELTS exam. Os passaportes podem ser usados em vez disso, para aqueles que não têm Civil IDs como turistas.

### Macau
Em Macau, há dois tipos de cartões de IDENTIFICAÇÃO: bilhete de Identidade de Residente Permanente (BIRP) e Não-Residente Permanente carteira de Identidade (BIRNP). A identificação de um número de 8 dígitos formato padrão: NNNNNNN(N), onde N é um dígito numérico de 0 a 9. O primeiro dígito numérico N tem um significado especial, e pode ser um dos seguintes dígitos: '1', '5' ou '7'.
- '1': A primeira data de emissão do cartão de IDENTIFICAÇÃO para o portador foi de 1992 ou posterior.
- '5'): O antecessor do cartão de IDENTIFICAÇÃO é português bilhete de Identidade (BI), emitido pela Autoridade Civil de Macau.
- '7'): O antecessor do cartão de IDENTIFICAÇÃO de Macau carteira de Identidade, emitida por Macau Polícia de Segurança Pública.

Durante o governo português de Macau, não tinha a unificação do sistema de identificação, e em vários departamentos, tinha a autoridade para emitir carteiras de identidade para os cidadãos e residentes de Macau. Desde 1992, o Departamento de Identificação (outrora conhecido como SIM, agora chamado DSI) tornou-se a autoridade unitária para emitir carteiras de identidade. Ele aprovou o acima mencionado política de numeração.
Macau Departamento de Finanças do adoptou também o número de identificação fiscal relatório de número, para o imposto fins de arquivamento.

### Malásia
Na Malásia, um número de 12 dígitos (formato AAMMDD-SS-### - G, desde 1991), conhecido como" Nacional de Registro de Identificação, Número de Cartão (NRIC Não.) é emitido para cidadãos e residentes permanentes em um MyKad. Antes de 1 de janeiro de 2004, uma separada da segurança social (SOCSO) número (também antigo IC número em formato de 'S#########', S denota o estado de nascimento ou do país de origem (alfabeto ou número), # 9 dígitos do número de série) foi utilizado para a segurança social relacionados com os assuntos.
O primeiro grupo de números (AAMMDD) são a data de nascimento. O segundo grupo de números (SS) representa o local de nascimento do titular - estados (01-13), os territórios federais (14-16) ou do país de origem (60-85). O último grupo de números (###) G) é um número de série em um não identificado padrão que é gerada aleatoriamente. O último dígito (G) é um número ímpar para o sexo masculino, enquanto um número par é dado para uma mulher.

### Paquistão
Após a independência do Paquistão, o Primeiro-Ministro Liaquat Ali Khan lançou o Pessoal Sistema de Identidade (PIS) programa de emissão de cartões de identificação nacionais para os cidadãos do Paquistão e refugiados Muçulmanos de assentamento no Paquistão. Desde a década de 1960, o Paquistão tem sido a emissão de carteira de Identidade Nacional (comumente conhecido pela sigla, NIC) números para os seus cidadãos. Esses números são atribuídos, no nascimento, quando os pais completar o nascimento da criança formulário de inscrição (B-Formulário), e, em seguida, um Cartão de Identidade Nacional (NIC) com o mesmo número é emitido com a idade de 18 anos. Até que, 2001 NIC números foram 11 dígitos. Em 2001-2002, a base de Dados Nacional e a Autoridade de Registro (NADRA), iniciou a emissão de 13 dígitos NIC números, juntamente com seus novos cartões de identidade biométricos. Os 5 primeiros dígitos são baseados no que o candidato localidade, os próximos 7 são números de série, e o último dígito é um dígito de verificação. O último dígito indica também o sexo do candidato; um número par indica uma fêmea e um número ímpar indica um macho. O velho números são inválidos, a partir de 2004.
Em 2012, o NADRA começou a emitir SMART cartões de IDENTIFICAÇÃO incluem um encriptado chip. O cartão SMART card de plano é para ser estendido para o desembolso de benefícios sociais, bem como para permitir que os herdeiros do cartão para obter o seguro de vida, com a morte do titular do cartão.
Todo o cidadão tem uma NIC número de atividades, tais como pagamento de impostos, abertura de uma conta bancária, obter um utilitário de conexão (telefone, telefone celular, gás, electricidade). No entanto, dado que a maioria dos nascimentos no país não são registrados, e um grande número de Paquistaneses não realizam qualquer das atividades descritas acima, a maioria não tem cartões de IDENTIFICAÇÃO. Como obter uma placa de rede custa 100 rupees (US$1.66 - quase a média diária de renda), e isso reduz o número de pessoas que podem pagar por ela. Em 2006, NADRA anunciou que tinha emitido 50 milhões CNIC (C pé Computadorizados) números, que é de aproximadamente um terço da população. Em junho de 2008, o governo federal anunciou que iria começar a emitir a CNIC cartas de graça.
Além de NIC/CNIC empresas e indivíduos, de negócios e de emprego com rendimento tributável são obrigados a se registrar com a Diretoria Central de Receitas e de ter o seu Número de contribuinte Nacional (comumente conhecido como NTN). O número de fiscais é principalmente usado apenas para fins de impostos, e é raramente utilizado de outra forma como se comparado a outros países. Novo NTN certificados são emitidos com informatizado NIC números e velho NTN certificados de rolamento de idade NIC números de tornar-se inválido.

### Singapura
Em Singapura, o Cadastro Nacional de bilhete de Identidade (NRIC) é emitido para os cidadãos de Singapura e residentes permanentes. Os residentes permanentes (PR), são emitidos com NRIC número semelhante aos cidadãos.
O NRIC contém um número único que identifica a pessoa segurando-a, e é usado para quase todos os fins de identificação em Singapura, incluindo autenticação ao acessar o governo de Singapura portal web. Cidadãos e residentes permanentes são emitidos com número de identidade começa com o prefixo de S (nascidos antes de 2000) e T (nascido em ou após o ano 2000), seguido com um número de 7 dígitos e uma soma de verificação do alfabeto. Para cidadãos e residentes permanentes nascido depois de 1968, os dois primeiros dígitos do número de 7 dígitos indicam o seu ano de nascimento.
A longo prazo portadores de passe (por exemplo, as pessoas que possuem autorizações de trabalho, emprego passa ou estudante, passagens), é emitido um formatada da mesma forma Externa Número de Identificação (FIN), a longo prazo, passa, com o prefixo F (registrado antes do ano 2000) e G (registrado no ou após o ano 2000).

### Coreia do Sul
Na Coreia do Sul, a todo o coreano residente é atribuído um Número de Registro de Residente (주민등록번호), que tem a forma 000000-0000000. Os primeiros sete dígitos ter sua data de nascimento e sexo, onde os seis primeiros dígitos são no formato AAMMDD e o sétimo dígito é determinado pelo século e o género da seguinte forma:
- 1: sexo masculino, mantendo a nacionalidade coreana, nascidos entre 1900-1999
- 2: sexo feminino, mantendo a nacionalidade coreana, nascidos entre 1900-1999
- 3: sexo masculino, mantendo a nacionalidade coreana, nascidos entre 2000-2099
- 4: mulheres, mantendo a nacionalidade coreana, nascidas entre 2000-2099
- 5: estrangeiros de sexo masculino que vão para a Coreia, nascidos entre 1900-1999
- 6: estrangeiras de sexo feminino  que vão para a Coreia, nascidas entre 1900-1999
- 7: sexo masculino estrangeiros que vão para a Coreia, nascidos entre 2000-2099
- 8: estrangeiras de sexo feminino que vão para a Coreia, nascidas entre2000-2099
- 9: homens, mantendo-coreano nacionalidade, nascidos antes de 1900
- 0: mulheres, mantendo-coreano nacionalidade, nascidas antes de 1900

(Por exemplo, um cidadão do sexo masculino, que nasceu em 27 de Maio de 2001, é atribuído o número 010527-3****** e a uma cidadã que nasceu em 24 de Março de 1975 é atribuído o número 750324-2******.)
Os próximos quatro dígitos significam a região do seu registo de nascimento, e o próximo de 1 dígito é um número de série de inscrição dentro da data e da região. O último dígito é um dígito de verificação.

### Sri Lanka
No Sri Lanka, todos os cidadãos com mais de 16 anos precisam aplicar para um Cartão de Identidade Nacional (NIC). Cada placa de rede possui um único número de 10 dígitos, no formato 000000000A (onde 0 é um dígito e um é uma carta). Os primeiros dois dígitos do número do seu ano de nascimento (ex: 88xxxxxxxx para alguém que nasceu em 1988). Adicionar 500 para o meio 3 números depois de dois primeiros números para as mulheres. A última carta é, geralmente, um 'V' ou 'X'. Um NIC número é necessário para solicitar um passaporte (16), a licença de condução (mais de 18) e votação (mais de 18). Além disso, todos os cidadãos são obrigados a realizar o seu NIC-los como prova de identidade. Placas de interface de rede não são emitidos para os não-cidadãos, mas eles também são necessários para realizar alguma forma de identificação com foto (como uma fotocópia de seu passaporte ou carta de condução estrangeira).

### Taiwan
Em Taiwan, um cartão de IDENTIFICAÇÃO é obrigatório para todos os cidadãos que estão a mais de 14 anos de idade. Todo o cidadão tem um número de IDENTIFICAÇÃO único. O cartão de IDENTIFICAÇÃO tem sido uniformemente contados desde 1965. Válido número de Identificação Nacional é composto de uma letra e de nove dígitos, no formato de Um########C. A letra ("A") registra-se o titular do cartão é o primeiro local de registro de residência, que é geralmente o lugar onde eles nasceram. O primeiro dígito depende de género; 1 para o sexo masculino, 2 para o sexo feminino. O último dígito ("C") é uma soma de verificação. Assim, o número total de IDs é 208,000,000.
| Letter | City/county     |
| ------ | --------------- |
| A      | Taipei City     |
| B      | Taichung City   |
| C      | Keelung City    |
| D      | Tainan City     |
| E      | Kaohsiung City  |
| F      | New Taipei City |
| G      | Yilan County    |
| H      | Taoyuan City    |
| I      | Chiayi City     |
| J      | Hsinchu County  |
| K      | Miaoli County   |

| Letter | City/county       |
| ------ | ----------------- |
| M      | Nantou County     |
| N      | Changhua County   |
| O      | Hsinchu City      |
| P      | Yunlin County     |
| Q      | Chiayi County     |
| T      | Pingtung County   |
| U      | Hualien County    |
| V      | Taitung County    |
| W      | Kinmen County     |
| X      | Penghu County     |
| Z      | Lienchiang County |

| Letter | Original division              | Date of final issue | Current division |
| ------ | ------------------------------ | ------------------- | ---------------- |
| L      | Taichung County                | Dec. 25, 2010       | Taichung City    |
| R      | Tainan County                  | Dec. 25, 2010       | Tainan City      |
| S      | Kaohsiung County               | Dec. 25, 2010       | Kaohsiung City   |
| Y      | Yangmingshan Management Bureau | 1975                | Taipei City      |

### Tailândia
Na Tailândia, a População do Código de Identificação foi emitido pelo Departamento de Administração Provincial do Ministério do Interior, desde 1976. Ele consiste de um 13-seqüência de dígitos no formato N-NNNN-NNNNN-NN-N, que é atribuído ao nascimento ou ao receber a cidadania. O primeiro dígito indica o tipo de cidadania, o segundo ao quinto escritório, onde o número foi emitido, o sexto para o décimo-segundo do grupo e sequência de números, e o último dígito atua como um dígito de verificação.

### Emirados Árabes Unidos
A Emirates Identidade de Autoridade (em árabe: هيئة الإمارات للهويةproblemas de um Cartão de Identidade (em árabe: بطاقة الهوية) para cada cidadão e residente. O nome do portador do cartão, nacionalidade, sexo e data de nascimento são impressos no cartão. O cartão também tem um único de 15 dígitos (Número de Identificaçãoem árabe: رقم الهوية), que é utilizado para verificação de identidade por parte do governo e algumas entidades privadas. Dentro do cartão é um chip electrónico que contém pessoais e dados biométricos sobre o titular do cartão.
O Número de Identificação tem o seguinte formato: 784-AAAA-NNNNNNN-C, onde 784 é a ISO 3166-1 numérico código para os EMIRADOS árabes unidos, AAAA é o ano de nascimento, NNNNNNN é aleatoriamente um número de 7 dígitos, e C é um dígito de verificação.

### Vietnã
No Vietnã, Vietnã cartão de IDENTIFICAÇÃO (em vietnamita:  Giấy chứng minh nhân dân), simplesmente em Vietnamita a CMND, é emitido pelo Provincial do Departamento de Polícia para o cidadão Vietnamita. A IDENTIFICAÇÃO do número do cartão é uma combinação de nove dígitos. Os primeiros três dígitos são para categorizar Provincial do Departamento de Polícia. Por exemplo: o cartão de IDENTIFICAÇÃO N.º.: 012-885-652 é emitido para o Vietnamita residir em Hanói, porque o código 012 é para Hanói cidadãos.
A data de validade do cartão de IDENTIFICAÇÃO é de 15 anos.

## Europa

### Albânia
Na Albânia, o Número de Identidade (em albanês:  Numri i Identitetit (NID)) é emitido pelo Centro Cívico de Registo de Serviço (Ministério do Interior). Estrutura de codificação e algoritmo é regulada por uma decisão do Conselho de Ministros da república da Albânia (Nº 827, Datado de 11.12.2003). De 2004 a 2007, o Número de Identidade foi referida como a Identidade do Cidadão de Número (em albanês:  Numri i Identitetit të Shtetasit (TERMINAR)). A partir de 2007, com a introdução da nova legislação sobre os novos cartões de identidade biométricos e de passaportes biométricos, ele é conhecido como o Número da Identidade. O albanês número de identificação nacional é apresentada em albanês nacional de carteiras de identidade e passaportes biométricos sob o pessoal não.' secção.
O albanês Identidade Número é um número de identificação pessoal exclusivo de 10 caracteres no formato YYMMDDSSSC, onde AAMMDD indica a data de nascimento e sexo (masculino MM é 01-12, para mulheres de 50 é adicionado para o mês de nascimento, para que MM é 51-62), SSS é um número de sequência de pessoas nascidas na mesma data (001-999), e C é uma soma de verificação letra (A–L). O AA parte de a data de nascimento é calculado a partir da seguinte tabela:
| 00-09: 1800-1809      | A0–A9: 1900-1909 | K0–K9: 2000-2009 |
| 10-19: 1810-1819      | B0–B9: 1910-1919 | L0–L9: 2010-2019 |
| 20-29: 1820-1829      | C0–C9: 1920-1929 | M0–M9: 2020-2029 |
| 30-39 anos: 1830-1839 | D0–D9: 1930-1939 | N0–N9: 2030-2039 |
| 40-49: 1840-1849      | E0–E9: 1940-1949 | O0–O9: 2040-2049 |
| 50-59: 1850-1859      | F0–F9: 1950-1959 | P0–P9: 2050-2059 |
| 60-69: 1860-1869      | G0–G9: 1960-1969 | Q0–Q9: 2060-2069 |
| 70-79: 1870-1879      | H0–H9: 1970-1979 | R0–R9: 2070-2079 |
| 80-89: 1880-1889      | I0–I9: 1980-1989 | S0–S9: 2080-2089 |
| 90-99: 1890-1899      | J0–J9: 1990-1999 | T0–T9: 2090-2099 |

por exemplo, Para as pessoas nascidas no ano de 2003, AA seria K3.

### Áustria
Na Áustria, existem dois regimes para a identificação de indivíduos:

#### Específicos do setor de Identificação Pessoal
O Setor Específico de identificação Pessoal (ssPIN) tenta acabar com os problemas do SSN. Sua base legal é o Austríaco E-Lei do Governo, e é derivada do Registo Central de Residentes (CRR). Sua especificação está relacionada com o Austríaco Cartão de Cidadão.
A sua computação (especificação) é um processo de dois estágios: O CCR ID é codificado em a Origem (Número de Identificação de Origem PIN) com um simétrico de criptografia função. Esta é novamente uma forma codificada na ssPIN por sector de actividade governamental. Para o armazenamento de SourcePINs não está limitado ao cartão de cidadão, e uma aplicação não é possível converter um ssPIN de um sector para o ssPIN a partir de aplicativos de outros setores, a ligação de dados de setores por Pinos é apertado. No entanto, existe um limite legal de exceção a esta regra: os aplicativos podem consultar e armazenar ssPINs de outros setores, se eles são criptografadas de forma que os torna utilizável exclusivamente no aplicativo de destino. Isso permite que o aplicativo se comunique a todos os sectores.

##### Valores de exemplo
- CCR-ID: 000247681888 (12 dígitos)
- SourcePIN: MDEyMzQ1Njc4OWFiY2RlZg== (24 bytes base64)
- ssPIN(BW): MswQO/UhO5RG+nR+klaOTsVY+CU= (28 bytes base64)
  - BW (Bauen + Wohnen) é o setor público relacionado com a "construção e habitação".
  - Há cerca de 30 setores como a saúde, impostos, estatísticas e segurança.

### Bélgica
Na Bélgica , cada cidadão tem um Registo Nacional Número, que é criado usando o cidadão data de nascimento (codificados em seis dígitos), seguido por um número de série (três dígitos) e uma soma de verificação (dois dígitos). O número de série é usado para que os homens a obter os números ímpares, enquanto as mulheres ficam com o mesmo número; assim, não pode ser apenas a 500 homens ou mulheres, em cada dia.
O número nacional é único para cada pessoa e em que a capacidade utilizada pela maioria das instituições do governo; no entanto, devido a um imediatamente pode ler a data de nascimento e o sexo dos números' titular e porque ele é a chave para a maioria dos banco de dados do governo (incluindo a administração fiscal, a segurança social, e outros), ele é considerado um privacidadesensível número. Por essa razão, apesar de que ela é colocada no bilhete de identidade , por padrão, com as antigas placas de IDENTIFICAÇÃO de um cidadão pode pedir que isso não seria feito. Com a mais recente Digitais, cartões de IDENTIFICAÇÃO que a Bélgica está rolando, isso não é mais possível, uma vez que o Número Nacional é usado como o número de série para a privada de criptografia de chaves no cartão..

### Bósnia e Herzegovina
Cada cidadão recebe 13 número Único Mestre de Cidadão Número (Bósnio: Jedinstveni matični broj građana) após o nascimento. Único Mestre de Cidadão Número é composto por 13 dígitos no DDMMYYY RR XXX C formato. DD/MM/YYY representa os cidadãos da data de nascimento. RR indica um dos 10 Bósnio regiões (10: Banja Luka, 11: Bihać, 12: Doboj, 13: Goražde, 14: Livno, 15: Mostar, 16: Prijedor, 17: Sarajevo, 18: Tuzla, 19: Zenica), onde o cidadão nasceu. XXX é um número seqüencial exclusivo onde 000 - 499 é usado por machos e 500 - 999 para as mulheres. O número final é um " check-sum.
Cidadãos estrangeiros nascidos ou residentes na Bósnia e Herzegovina também pode receber um Único Mestre de Cidadão Número (UMCN). O RR sequência de estrangeiros é 01. Após ganhar cidadania da Bósnia e Herzegovina, um ex-cidadão estrangeiro pode solicitar novo UMCN onde o RR parte é representada pela região onde foram matriculados pela primeira vez.

### Bulgária
Cada cidadão ou residente permanente da Bulgária tem um exclusivo de 10 dígitos Civil Uniforme Número (búlgaro: Единен граждански номер, Edinen grazhdanski nomer, geralmente abreviado como ЕГН, a egn), gerado a partir da pessoa, data de nascimento (codificados em seis dígitos, no formato AAMMDD), seguido por um de três dígitos do número de série e um dígito de soma de verificação. O último dígito do número de série indica o gênero: os números ímpares são utilizados para as fêmeas e até mesmo números para os homens.
Para as pessoas nascidas antes de 1900, o mês identificador (terceiro e quarto dígitos) é aumentado em 20 (e.g. 952324XXXX indica uma pessoa nascida em 24 de Março de 1895). Da mesma forma, 40 é adicionado para indicar que uma pessoa nasceu depois de 1999 (e.g. 054907XXXX denota uma pessoa nascida em 7 de setembro de 2005).
EGNs foram introduzidas em 1977 e são utilizados em praticamente todas as relações com o público em agências de serviço, e muitas vezes com empresas privadas. EGNs também estão impressos em búlgaro bilhetes de identidade e passaportes, sob o título "ЕГН/número Pessoal".

### Croácia
Na Croácia, o Número de Identificação Pessoal (em croata:  Osobni identifikacijski broj (OIB), é utilizado para identificação de cidadãos e pessoas jurídicas, em muitos civis e governamentais de sistemas. O OIB-sistema foi introduzido em 1 de janeiro de 2009 e substituiu o antigo JMBG sistema, renomeado para Mestre de Cidadão Número (em croata: Matični broj građana (MBG) em 2002, que foi utilizado na ex - Jugoslávia. O OIB compõe-se de onze dígitos aleatórios e o último número é um número de controle. Embora o OIB está em uso, o MBG é ainda emitidos e utilizados para coordenação de dados entre o governo registros.

### República Checa e Eslováquia
República checa e Eslováquia utiliza de um sistema chamado de Nascimento Número (república checa/eslováquia: rodné číslo (RČ)). O sistema foi introduzido na ex - Tchecoslováquia.
O formulário é YYXXDD/SCSE, onde XX=MM (mês de nascimento) para o sexo masculino (números 01-12) e XX=MM+50 para o sexo feminino (números 51-62), SSS é um número de série de separação de pessoas nascidas na mesma data, e C é um dígito de verificação, mas para pessoas nascidas antes de 1 de janeiro de 1954, a forma é, sem o dígito de verificação - YYXXDD/SSS. Isto permite que o sistema de trabalho até o ano de 2054. O número deve ser divisível por 11.
O sistema está levantando preocupações com a privacidade, uma vez que a idade e o sexo do portador pode ser decodificado a partir do número. Portanto, o nascimento número é considerado uma parte sensível de informações pessoais.

### Dinamarca
Um Número De Identificação Pessoal (Da. CPR, Det Centrale Personregister), na Dinamarca, é usado em negociações com órgãos públicos, a partir de cuidados de saúde para as autoridades fiscais. Ele também é usado como um número de cliente em bancos e companhias de seguros. As pessoas devem ser registrados com uma CPR número se eles residir na Dinamarca, se eles próprios propriedade ou se eles pagam o imposto.
Na Dinamarca, tem havido uma sistemática de registro, desde 1924, no entanto, foi em 1968 que a electronic CPR registo foi estabelecida.
Na década de 1980, o sistema eletrônico foi exportada para o Kuwait, Jamaica, Malásia, Tailândia, Roménia, Chipre, Estónia, Letónia, Eslováquia, e de são Petersburgo.
A canadian pacific railway número é um número dez dígitos com o formato DDMMAA-SSSS, onde DDMMAA é a data de nascimento e SSSS é um número de sequência. O primeiro dígito do número de seqüência codifica o século de nascimento (para que centenários são distintos dos bebês, de 0 a 4 no ímpar séculos, 5-9, mesmo séculos), e os últimos dígitos do número de seqüência é estranho para os machos e para as fêmeas.
Antes de 2007, o último dígito foi também um dígito de verificação, tais que menos de 240 SLT valores estavam disponíveis para qualquer combinação de sexo e data de nascimento, mas devido a uma prática administrativa de atribuição de 1 de Janeiro e similares datas para os imigrantes com a desconhecida data de nascimento, qualquer SLT valor consistente com o género e o século de nascimento pode, agora, ser emitido, mesmo para as datas de nascimento anteriores a 2007.
Empresas e outros sujeitos passivos não-humanos são emitidos oito dígitos "CVR" número que é principalmente um número sequencial, não há nenhuma regra definida a impedir a emissão de um CVR número com os mesmos dígitos de um CPR número de outra pessoa, de modo que o tipo de número deve ser sempre indicada, mas CPR são sempre de 10 dígitos e CVR de 8 dígitos. IVA números de registro para empresas dinamarquesas estão simplesmente a "DK", seguido pela CVR número, mas longe de todas as CVR numeradas entidades de IVA (empresas sem a necessidade de um número de IVA, tais como a celebração de empresas, normalmente, não solicitação de um registro de IVA para os seus CVR).
As entidades governamentais são numerados em uma variedade de maneiras, mas, desde 2003, todas as entidades públicas (porém pequena) agora EAN números para fins de faturamento. Algumas entidades Governamentais também têm CVR números. Apenas uma Entidade do Governo (a Rainha) tem uma CPR número.
A canadian pacific railway número dá agências governamentais de acesso ao controladas pelo estado, as bases de dados com informações sobre a pessoa. As informações incluem: O estado civil e o cônjuge, pais, filhos, ex e atuais endereços, os carros que a pessoa tem de propriedade, registo criminal e outras informações sobre a pessoa.
Os estrangeiros que não são elegíveis para obter uma CPR-número, mas que precisa de um, inclui pessoas que tenham testemunhado um crime, pessoas que foram acusadas de um crime, ou são vítimas de um crime. Essas pessoas são registados com um CPR-número com o formato DDMMAA-XXXX, onde XXXX são quatro cartas em vez de quatro números.

### Estónia
Na Estónia, um Código de Identificação Pessoal (em estónio: isikukood (IK)) é definido como um número de formados na base do sexo e data de nascimento de uma pessoa, que permite a identificação da pessoa e usado pelo governo e por outros sistemas de identificação é necessária, bem como por assinaturas digitais usando a nação cartão de IDENTIFICAÇÃO e os seus associados certificados. Um estoniano Pessoal código de identificação é composto por 11 dígitos, geralmente, sem qualquer espaço em branco ou outros delimitadores. O formulário é GYYMMDDSSSC, onde G mostra o sexo e o século de nascimento (número ímpar de macho, mesmo número do sexo feminino, 1-2 século XIX, 3-4 século XX, 5-6 século XXI), SSS é um número de série de separação de pessoas nascidas na mesma data, e C uma soma de verificação.

### Espaço Económico Europeu/Suíça
Dentro do espaço Económico Europeu e Suíça, um cartão conhecido como o Cartão Europeu de Seguro é emitido para qualquer pessoa que assim o desejar, comprovando o direito a cuidados de saúde, em qualquer lugar na área. Este cartão de listas de um código chamado de "Número de Identificação", simplesmente o número de identificação nacional do país de residência, para a Alemanha, o seguro de saúde número.

### Finlândia
Na Finlândia, a Identidade Pessoal de Código (finlandês: henkilötunnus (HETU), sueco: personbeteckning), também conhecido como Número de Identificação Pessoal, foi introduzido em 1964 e é utilizado para identificar os cidadãos no governo e das empresas e outras transações. Ele compõe-se de onze caracteres do formulário DDMMYYCZZZQ, onde DDMMAA é a data de nascimento, C o século sinal, ZZZ o número individual e Q o caractere de controle (soma de verificação). O sinal para o século é + (1800-1899), - (1900-1999), ou Um (2000-2099). O número individual ZZZ é estranho para os homens e para as mulheres e para as pessoas nascidas na Finlândia, seu alcance é de 002-899 (números maiores podem ser utilizados em casos especiais). Um exemplo de um código válido é 311280-888Y.
O caractere de controle é calculado como o restante do DDMMYYZZZ dividido por 31, i.e. soltar o século sinal e divida resultante nove dígitos pelo número 31. Restos abaixo de dez, o restante em si é o caractere de controle, caso contrário, escolha o caractere correspondente de seqüência de caracteres "0123456789ABCDEFHJKLMNPRSTUVWXY". Por exemplo, 311280888 dividido por 31 dá o resto de 30, e desde que A=10, B=11, etc. por fim, com Y=30.
De uma Identidade Pessoal Código é dado a cada cidadão finlandês nascido na Finlândia. Os cidadãos estrangeiros cuja residência na Finlândia é permanente ou excede um ano também são emitidos de uma identidade pessoal código por lei. A Identidade Pessoal de Código é um meio para distinguir entre indivíduos com o mesmo nome. Ele pode ser encontrado em alguns documentos públicos (tais como a escritura de compra de imóvel). Portanto, saber que o código não deve ser usado como uma prova de identidade, embora isso às vezes acontece no setor comercial. Os empregadores precisam de identidade pessoal código para relatório de pagamento de salários aos finlandês Administração Tributária, os fundos de pensão, etc.
O número é mostrado em todas as formas de identificação válidos:
- cartão de IDENTIFICAÇÃO nacional
- eletrônicas de cartão de IDENTIFICAÇÃO nacional (com chip)
- carteira de motorista (antigo A6-tamanho e o novo formato cartão de crédito)
- passaporte

Durante 1964-1970 a identidade pessoal de código era conhecido como Sosiaaliturvatunnus (SOTU, número de Segurança Social). O termo ainda é usado de forma não oficial (e incorretamente).

### França
Na França, o INSEE código é usado como um número de segurança social, um número nacional de identificação, para efeitos fiscais, do emprego, etc. Ele foi inventado sob o regime de Vichy.

### Alemanha
Na Alemanha, não existe nenhum número nacional de identificação, no sentido pleno do termo. Até 2007, apenas descentralizado bancos de dados foram mantidos por companhias de seguro social, que alocar um número de seguro social para quase todas as pessoas.
Desde 2008, a nova Identificação do Contribuinte Números (em alemão:Steuerliche Identifikationsnummer ou Steuer-IdNr) substituir o ex-Número de contribuinte. Pessoas que estão empregados e trabalhadores por conta própria, ao mesmo tempo, pode receber dois números de identificação de contribuinte. O número correspondente para as organizações, que também emitido pela administração tributária, é chamado de economia (número de identificaçãoWirtschafts-Identifikationsnummer). Estes conceitos de numeração são sistemas nacionais, organizado pelo Fiscal Federal Central. Para a finalidade especial de adicional de imposto sobre o valor acrescentado números de identificação são emitidos para pessoas e organizações que estão sujeitos ao pagamento de IVA como uma dedução a partir de suas receitas. Esta é uma em toda a Europa unificada conceito. Além disso, para todas as pessoas de ingressar no serviço militar, um Número de Serviço é emitida.
Nenhum desses números são comumente usados por outros de sua finalidade específica, nem é (ab)uso legal. Alemão documentos de identidade, não contêm qualquer dos referidos números, apenas um número de documento. As pessoas não são esperados para saber o seu número ao lidar com uma autoridade, por isso existem alguns problemas sobre as pessoas serem incompatíveis.
Por algum tempo, a alemanha Ocidental, o governo pretende criar uma de 12 dígitos, número de identificação pessoal (Personenkennzeichen, PKZ) para todos os cidadãos, o registro de estrangeiro residentes no seu território, bem como para todos os não-residentes Nazista vítimas direito a indemnização. O sistema, que era para ser implementada pelo 1973 lei federal no registro civil, foi rejeitado em 1976, quando o Bundestag encontrado o conceito de um sistema de identificação para toda a população a ser incompatível com o quadro legal existente.
Na Alemanha Oriental, um sistema semelhante denominado Personenkennzahl (PKZ) foi criado em 1970 e permaneceu em uso até que o estado deixou de existir em 1990.

#### Ao se aplicar para o Programa de Isenção de Visto
Como a Alemanha é parte do Programa de Isenção de Visto os cidadãos alemães pode entrar nos EUA por até 90 dias sem a necessidade de um visto. Para participar deste programa, é obrigatório o preenchimento de um formulário online chamado ESTA. Este formular pergunta especificamente, os cidadãos alemães sobre um número nacional de identificação. As autoridades americanas esperam para fornecer o número do documento de identidade alemão cartão.

### Grécia
Na Grécia, há uma série de números de identificação nacional.
- O padrão de cartão de identidade, que tem o formato de Um-999999 onde Um pode ser qualquer uma das 24 letras do alfabeto grego, é emitido para todos os cidadãos gregos na idade de 12 anos.
- Nova grego identidade de cartões têm um número formatado como este: XX-999999 onde X é uma letra, cujo maiúsculas glifo ocorre tanto a gregos e latinos (ABEZHIKMNOPTYX). As letras e os números são atribuídos com ordem sequencial.
- O Imposto de Identidade Número (AFM - ΑΦΜ - Αριθμός Φορολογικού Μητρώου - cpf), que é usado por cidadãos e empresas para fins fiscais. Ele tem nove dígitos, o último dos quais é um dígito de verificação.
- O Número de Segurança Social (AMKA - Αριθμός Μητρώου Κοινωνικής Ασφάλισης), que é o trabalho e de seguro de IDENTIFICAÇÃO de todos os funcionários, pensionistas e dependentes de membro de sua família, na Grécia. Seus primeiros seis dígitos, é o dono da data de nascimento no formato ddmmaa.[33]

A IDENTIFICAÇÃO do número do cartão não é exclusivo e alterações, se a pessoa recebe um novo cartão de identidade. O imposto de identidade número é único para cada cidadão e empresa. Número de segurança Social é também única.

### Hungria
Na Hungria, não há número de identificação nacional. O Tribunal Constitucional decidiu, em 1991: "de Um modo geral, uniforme de identificação pessoal código que pode ser usado sem restrição (i.e. um número pessoal) distribuídos para cada cidadão e para todos os residentes do país, a partir de um idêntico princípio é inconstitucional."
Embora o uso universal do número de identificação nacional (conhecido como "Personal Identification Number") é considerado inconstitucional, ele ainda é usado em muitos lugares. A estrutura de tal número é GYYMMDDXXXC, considerando que G é o sexo (1-masculino, 2-feminino, outros números também são possíveis para os cidadãos nascidos antes de 1900 ou cidadãos com dupla cidadania), AAMMDD é a data de nascimento, ano, mês, dia, XXX é o número de série, e C é um dígito de soma de verificação.
- do sexo masculino, nascidos entre 1900 e 1999
- fêmea, nascidos entre 1900 e 1999
- do sexo masculino, nascidos antes de 1900 ou depois de 1999
- fêmea, nascidos antes de 1900 ou depois de 1999

Até 1997, também foram utilizados os seguintes primeiros números:
- 5 do sexo masculino, o cidadão estrangeiro a viver na Hungria, nascidos entre 1900 e 1999
- 6 do sexo feminino, o cidadão estrangeiro a viver na Hungria, nascidos entre 1900 e 1999
- 7 do sexo masculino, o cidadão estrangeiro a viver na Hungria, nascido antes de 1900 ou depois de 1999
- 8 do sexo feminino, o cidadão estrangeiro a viver na Hungria, nascido antes de 1900 ou depois de 1999

Como o "Número de Identificação Pessoal" é considerado inconstitucional, de outro documento de identificação, o cartão de IDENTIFICAÇÃO número está em uso.
Assim, uma média húngaro tem esses identificadores: número de identificação pessoal,
O cartão de IDENTIFICAÇÃO, número de identificação, número de segurança social ("TAJ" número), número de identificação fiscal. Eles também podem ter passaporte, número de identificação, número de licença de condução.

### Islândia
Todos os Islandeses, bem como a cidadãos estrangeiros residentes na Islândia e corporações e instituições, tem um kennitala' (lit. número de identificação) identificar no cadastro Nacional. O número é composto por 10 dígitos, dos quais os seis primeiros são o indivíduo a data do nascimento ou da corporação fundação data no formato DDMMAA. Os próximos dois números são escolhidos aleatoriamente, quando a kennitala é alocado, o nono dígito é um dígito de verificação, e o último dígito indica o século em que o indivíduo nasceu (por exemplo, '9', para o período de 1900-1999, ou '0' para o período de 2000-2099). Um exemplo seria 120174-3399, a pessoa nascida no dia doze de janeiro de 1974. O Islandês sistema é semelhante à de outros Escandinavos e os países Europeus, mas o uso do número de identificação é excepcionalmente aberto e extenso na Islândia. As empresas e as universidades usar o kennitala como um cliente ou aluno identificador, e todas as transações bancárias incluem-lo. O Registro Nacional (em islandês:  Þjóðskrá) supervisiona o sistema. Um banco de dados de correspondência de nomes para números de acesso livre (após o login) em todos os Islandês sites de bancos online. Dada esta abertura, o kennitala nunca é usado como um autenticador. Vale a pena notar que a integridade do cadastro Nacional elimina a necessidade para a Islândia para tomar censos.

### Irlanda
Na Irlanda, o Pessoal de Serviço Público, Número do PPS (Não) está ganhando as características de um número nacional de identificação como ele é usado para uma variedade de serviços públicos - embora afirma-se que ele não é um registo nacional e a sua utilização é definida por lei. O PPS Não. é a forma básica de 1234567T (PPS Números atribuídos a partir de 1 de janeiro de 2013 terá o formato 1234567TA) e é único para cada pessoa.
Para determinados serviços públicos a cobrança ou retenção de números do público em geral, não é permitido, assim Garda Síochána (polícia Irlandesa) só é concedida uma isenção para os seus próprios funcionários ou outras pessoas, definidos de acordo com a Lei de Imigração, 2003 - o último que são pessoas que não são nacionais da União Europeia. Da mesma forma, o Irlandês Forças de Defesa só podem recolher e reter o número para seus próprios empregados.
O Número de PPS não pode ser utilizado para uso privado ou transações comerciais. O número é utilizado no setor privado, mas é limitada a alguns procedimentos que legalmente necessária a produção de um número, para as transações com serviços públicos e, neste contexto, o setor privado vai estar atuando como o agente de um órgão público o direito de recolher e manter o número. Assim, por exemplo, os alunos que frequentam a faculdade ou universidade vai ter o seu número (ou outros dados pessoais) coletadas no momento da inscrição - este será enviado ao Departamento de Proteção Social para garantir que um aluno não está, simultaneamente, alegando o bem-estar social. Os bancos podem coletar o número para a administração de contas que dão interesse ou isenções de impostos que os fundos do estado, através do Revenue Commissioners. Um banco não pode utilizar o número como um cliente número de identificação.

### Itália
Na Itália, o código fiscal (italiano: Codice fiscale) é emitido para os Italianos no nascimento. Ele está no formato "SSSNNNYYMDDZZZZX", onde: SSS são as três primeiras consoantes do nome de família (o primeiro vogal e, em seguida, um X são utilizados, se não houver número suficiente de consoantes); NNN é o primeiro nome, das quais a primeira, terceira e quarta consoantes são utilizados—exceções são tratadas como nomes de família; YY são os últimos dígitos do ano de nascimento; M é a letra para o mês de nascimento—letras são usadas em ordem alfabética, mas somente letras de a E, H, L, M, P, R, para T são usados (assim, de janeiro A outubro é de R); DD é o dia do mês do nascimento, a fim de diferenciar entre os sexos, 40 é adicionado para o dia de nascimento para as mulheres (assim, uma mulher nascida em 3 de Maio, tem ...E43...); ZZZZ é um código de área específico para o município onde a pessoa nasceu—em todo o país, os códigos são utilizados para países estrangeiros; X é uma paridade de caracteres como é calculada pela soma de caracteres no mesmo e ímpar posições, e dividindo-os por 26. Valores numéricos são utilizados para as letras em posições de acordo com a sua ordem alfabética. Personagens em posições ímpares têm valores diferentes.
Uma carta, em seguida, é usada a que corresponde o valor do resto da divisão do alfabeto. Uma exceção algoritmo de existir em caso de perfeitamente correspondentes códigos para duas pessoas. A emissão do código é centralizada no Ministério do Tesouro. O código fiscal identifica de forma única um cidadão italiano ou permanente de estrangeiro residente, e é, portanto, usado. No entanto, uma vez que pode ser calculado a partir de informações pessoais (seja real ou não), não é geralmente considerado como extremamente reservada pedaço de informações, nem como documento oficial de identidade/existência de um indivíduo.
| DESIGUAL CARACTERES ALFANUMÉRICOS |       |            |       |            |       |            |       |
| Personagem                        | Valor | Personagem | Valor | Personagem | Valor | Personagem | Valor |
| 0                                 | 1     | 9          | 21    | Eu         | 19    | R          | 8     |
| 1                                 | 0     | Um         | 1     | J          | 21    | S          | 12    |
| 2                                 | 5     | B          | 0     | K          | 2     | T          | 14    |
| 3                                 | 7     | C          | 5     | L          | 4     | U          | 16    |
| 4                                 | 9     | D          | 7     | M          | 18    | V          | 10    |
| 5                                 | 13    | E          | 9     | N          | 20    | W          | 22    |
| 6                                 | 15    | F          | 13    | O          | 11    | X          | 25    |
| 7                                 | 17    | G          | 15    | P          | 3     | Y          | 24    |
| 8                                 | 19    | H          | 17    | Q          | 6     | Z          | 23    |

### Letónia
Na Letónia, o Código Pessoal (em letão:  personas kods) é composto por 11 dígitos na forma DDMMAA-XNNNC onde os seis primeiros dígitos são da pessoa, data de nascimento, o próximo está para o século pessoa nasceu em (0 para o XIX, 1 para o XX e 2 para o XXI), em que NNN é de nascimento, número de série, em que dia, e C é o dígito de soma de verificação.

### Lituânia
Na Lituânia, o Código Pessoal (em lituano:  asmens kodas) é composto por 11 dígitos, e atualmente está na forma G AAMMDD NNN C, onde G é o de gênero e o nascimento do século, AAMMDD é o aniversário, em que NNN é um número de série, C é um dígito de soma de verificação. Neste esquema, o primeiro número (G) mostra que tanto o sexo da pessoa (estranho se do sexo masculino, mesmo se a fêmea). Por exemplo, 4 significaria fêmea, nascidos entre 1900-1999. Este número pode ser calculado como:
```
de gênero = {feminino: 0, macho: 1}
```

```
G = floor(ano / 100) * 2 - 34 - sexo
```

A soma de verificação é calculada através da seguinte fórmula (fornecido aqui como código JavaScript):
Recentemente (Maio de 2015) há planos para começar a emitir opaco códigos em vez disso, mantendo o mesmo formato geral e soma de verificação, mas que não contenham informações pessoais.

### Macedónia
Macedónia usa um 13-número do código de identificação Único Mestre de Cidadão Número (em macedônio/macedónio:  единствен матичен број на граѓанинот acrônimo ЕМБГ).
O Único Mestre de Cidadão Número é composto por 13 dígitos (DDMMYYYRRSSSC) organizadas em seis grupos: dois dígitos (DD) para o cidadão do dia do nascimento, com dois dígitos (MM) para o mês de nascimento, os três últimos dígitos (YYY) do ano de nascimento com dois dígitos (RR) como um número de registo, de três dígitos (SSS) como uma combinação de cidadão do sexo e o número ordinal de nascimento, e um dígito (C) como um número de controle.
Os dois dígitos do número de registro depende de cidadãos lugar de nascimento. Há nove registro de códigos que definem o lugar de nascimento: 41 para os municípios de Bitola, Demir Hisar e Resen; 42 para os municípios de Kumanovo, Kratovo e Kriva Palanka; 43 para os municípios de Ohrid, Struga, Debar e Kičevo; 44 para os municípios de Prilep, Kruševo e Makedonski Brod; 45 para a Cidade de Skopje; 46 para os municípios de Strumica, Valandovo e Radoviš; 47 para os municípios de Tetovo e Gostivar; 48 para os municípios de Veles, Gevegelija, Kavadarci e Negotino; e 49 para os municípios de Štip, Berovo, Vinica, Delčevo, Kočani, Probištip e Sveti Nikole.
A combinação do cidadão, o sexo e o número ordinal de nascimento é apresentado como um número de 3 dígitos - de 000 a 499 para o sexo masculino, e de 500 a 999 para o sexo feminino cidadãos.
O último dígito é um computador de controle gerado dígitos.

### Moldávia
Na República da Moldávia, a todos os cidadãos, desde o nascimento de um Código Pessoal (IDNP - Numarul de Identificare), que é composto de 13 dígitos. Esse código é mostrado em todos os documentos de identidade:
- interno de cartões de IDENTIFICAÇÃO
- licenças de condução de
- passaportes
- bem como todos os documentos de estado civil: certidão de nascimento, certidões de casamento, certidões de óbito, etc.

### Montenegro
Montenegro usa um 13-número de identificação do código de Jedinstveni matični broj građana/Јединствени матични број грађана (JMBG) - Único Mestre de Cidadão Número.

### Países Baixos
Holandês Wikipédia: nl:Burgerservicenummer, nl:Sofinummer
Na Holanda, todas as pessoas recebem um Burgerservicenummer (BSN) (Cidadão Número de Serviço), quando eles nascem. Ele é impresso em licenças de condução, passaporte e internacionais, cartões de IDENTIFICAÇÃO, sob o cabeçalho o Número de Pessoal. Antes de 2007, a BSN foi conhecido como sofinummer (a sigla sofi significa tão-ciaal (social) fi-scaal (fiscal) ). O número é único. No entanto, inicialmente, foi emitido pela regionalmente operacional ramos do departamento de impostos que foram atribuídos todos os intervalos; em áreas densamente povoadas atribuídos intervalos estouraria causando números duplicados. Este erro foi corrigido durante a transição da SOFI a BSN através da emissão de um novo número para que as pessoas tenham uma duplicata. O número não contém qualquer informação sobre a pessoa a quem é atribuída (i.e. nenhuma informação, tais como o género ou data de nascimento, pode ser derivada a partir de um BSN).

### Noruega
O norueguês onze dígitos Nascimento Número é atribuído no nascimento ou de registro com o Nacional de registro Populacional. O registo é mantida pelo norueguês Escritório de Impostos. Ele é composto da data de nascimento (DDMMAA), três dígitos individuais em número, e dois dígitos de verificação. O número individual e os de verificação de dígitos são conhecidos coletivamente como o Número de Pessoal. O nascimento número é escrito em documentos de identidade, tornando-se bastante segura para combinar uma conta bancária ou autoridade de documento para uma pessoa. A razão para chamar ele de Nascimento, Número, é que o imposto escritórios geralmente emiti-lo, para crianças recém-nascidas.
- O primeiro dígito verificador é calculado através de um algoritmo envolvendo módulo 11 da soma ponderada dos nove primeiros algarismos.

O último dígito de verificação é calculada através de um algoritmo semelhante envolvendo os 10 primeiros dígitos:
- O número individual é selecionado a partir de um intervalo, dependendo do século de nascimento: para os anos de 1854-1899 o intervalo é 500-749, para os anos de 1900-1999 o intervalo é 000-499, para os anos de 2000-2039 o intervalo é 500-999.

Para os anos de 1940-1999, a faixa de 900-999 também foi usado para fins especiais, tais como a adoção do exterior e imigrantes. As mulheres são atribuídos mesmo números individuais, os homens são ímpar atribuído números individuais.
- Pessoas sem residência permanente na Noruega, será atribuído um D-número após a inscrição no recenseamento da população. O D-número é como um nascimento, número de ter 40 adicionado para o dia do mês. D vem do norueguês nome de uma autoridade para os marinheiros, que anteriormente emitido, os números, normalmente os marinheiros a bordo norueguês navios. Hoje em dia é também muitas vezes estrangeiros, trabalhadores sazonais (em a indústria do turismo que chegar D-números.

### Polónia
Na Polónia, um Público Eletrônico Censo Sistema (polonês Powszechny Elektroniczny Sistema Ewidencji Ludności - PESEL) é obrigatório para todos os residentes permanentes da Polónia e para residentes temporários que vivem na Polónia, mais de 2 meses. Ele tem a forma YYMMDDZZZXQ, onde AAMMDD é a data de nascimento (com o século codificado no campo mês), ZZZ é o número de identificação pessoal, X denota o sexo (mesmo para as mulheres, ímpar para o sexo masculino) e P é um número de paridade.

### Portugal
A Constituição de Portugal, no seu artigo 35.º, proíbe expressamente a atribuição de um número único nacional aos cidadãos. Esta proibição está relacionada com a protecção dos direitos, liberdades e garantias. Como tal, um número nacional de identificação não existe, mas, em vez disso, cada cidadão tem vários números de identificação diferentes para usar em diferentes propósitos.
Os principais números de identificação existentes são:
1. Número de identificação civil (NIC), também conhecido informalmente como número de B.I. (a sigla do antigo documento de identificação civil);
2. Número de identificação fiscal (NIF), também conhecido informalmente como número de contribuinte;
3. Número de segurança social;
4. Número de utente de saúde;
5. Número de eleitor;
6. Número de carta de condução.

O NIC e o NIF são os mais comummente usados em Portugal. Estes dois números são utilizados para um grande número de efeitos - tanto no setor público como no privado - e não apenas com os fins específicos para os quais foram originalmente concebidos.
Antigamente, a cada um dos números de identificação correspondia um documento de identificação individual. No entanto, desde 2006, o Cartão de Cidadão (CC) agrega os números de identificação civil, identificação fiscal, Segurança Social e utente de saúde, substituindo os antigos cartões de identificação correspondentes. Além disso, o Cartão de Cidadão também substituiu o antigo cartão de eleitor, embora não exiba o respetivo número. A substituição dos vários cartões pelo CC é um processo gradual, sendo apenas obrigatório para o cidadão quando um dos seus antigos documentos expira. A carta de condução continua a ser um documento separado.

### Roménia
Na Roménia, cada cidadão tem um Pessoal Código Numérico (Cod Numérico Pessoal, CNP), que é criado usando o cidadão do sexo e do século de nascimento (1/3/5/7 para o sexo masculino, 2/4/6/8 para o sexo feminino e 9 para o cidadão estrangeiro), data de nascimento (seis dígitos, AAMMDD), o país, de zona (dois dígitos, de 01 a 52, ou 99), seguido por um número de série (3 dígitos), e, finalmente, uma soma de verificação de dígitos.
O primeiro dígito codifica o género de pessoa da seguinte forma:
| 1 | Do sexo masculino nascidos entre 1900 e 1999    |
| 2 | Do sexo feminino, nascidos entre 1900 e 1999    |
| 3 | Do sexo masculino nascidos entre 1800 e 1899    |
| 4 | Do sexo feminino, nascidos entre 1800 e 1899    |
| 5 | Do sexo masculino, que nasceu em 2000 ou depois |
| 6 | Do sexo feminino, que nasceu em 2000 ou depois  |
| 7 | Do sexo masculino, residente                    |
| 8 | Do sexo feminino, residente                     |
| 9 | Cidadão estrangeiro                             |

O país da zona é um código de condado romeno em ordem alfabética. Para Bucareste, o código é 4, seguido pelo setor de número.
Para calcular o dígito de soma de verificação, todos os dígitos da CNP é multiplicado com o dígito correspondente no número 279146358279; a soma de todas estas multiplicações é então dividido por 11. Se o resto é 10, então o dígito de soma de verificação é de 1, caso contrário, é o restante em si.

### San Marino
Em San Marino , existe o Codice de ISS (Istituto Sicurezza Sociale), que é composto de 5 dígitos. Ele é dado a todos os San Marino cidadãos e residentes permanentes.

### Sérvia
Sérvia usa um 13-número do código de identificação Único Mestre de Cidadão Número (sérvio: Јединствени матични број грађана/Jedinstveni matični broj građana, sigla JMBG).

### Eslováquia
Na Eslováquia existem dois tipos de números de identificação Nacional. O primeiro é o Nascimento Número (eslovaco: Rodné číslo (RČ)), emitido no nascimento por cívico de registros de autoridade (eslovaco: matrika) e registrado na certidão de nascimento. Seu formato AAMMDD/XXXX com AAMMDD sendo a data de nascimento e e-XXXX, sendo uma semi-identificador exclusivo. Para as mulheres, o mês da data de nascimento é avançada por 50. Completo número de identificação na forma YYMMDDXXXX deve ser divisível por 11. Uma vez que este sistema não fornece verdadeiramente um identificador exclusivo (os números são repetidos a cada século) e contém o que pode ser considerado de informações privadas, e pode ser atualizado no futuro.
O segundo sistema é o Cidadão de Identificação o Número do Cartão (eslovaco: Číslo občianskeho preukazu (čop teve)) que está no formulário AA XXXXXX (A-alfabético, X-numérico) e é usado em cartões de IDENTIFICAÇÃO. Cartões de identificação emitidos por autoridade do estado (polícia) para cada cidadão que atinge de 15 anos de idade. Em contraste com o Nascimento Número, esse identificador pode mudar ao longo do cidadão vida se um novo ID card é emitido, por razões tais como o vencimento, perda ou mudança de residência. O número de IDENTIFICAÇÃO é usado, entre outras coisas, para o registo de eleitores (por causa do domicílio registro de verificação fornecido pelo ID). Um sistema semelhante, com os dois tipos de números de identificação, é usado na República Checa.

### Eslovénia
Eslovénia usa um 13-número de identificação do código de Enotna matična številka občana (EMŠO) - Único Mestre de Cidadão Número.
Ele é composto de 13 dígitos da seguinte maneira DDMMYYYRRSSSX.

### Espanha
Na Espanha, todos os residentes espanhóis, os cidadãos podem obter (obrigatoriamente, depois de 14 anos de idade) um Documento Nacional de Identidade (espanhol: Documento Nacional de Identidade (DNI)), com um número único, no formato 00000000-A (onde 0 é um dígito e um é uma soma de letra). Desde 2010, os estrangeiros não são mais emitidos cartões de identificação, embora eles são atribuídos a um número no formato X-0000000-Uma (mais uma vez, 0 é um dígito, é uma soma de letra, e X é uma letra, geralmente os X, mas, recentemente, Y), chamado um Número NIE (Número de Identificación de Extranjeros, Número de Identidade de Estrangeiro). Os números são usados como documento de identificação para quase todos os fins. Isso é necessário para todas as operações relacionadas com autoridade fiscal.
Os estrangeiros são obrigados a usar seus passaportes, juntamente com o documento que contém o seu número NIE

### Suécia
Na Suécia, um Número de identificação Pessoal (em sueco:  personnummer) é usado em negociações com órgãos públicos, a partir de cuidados de saúde para as autoridades fiscais. Ele também é usado como um número de cliente em bancos e companhias de seguros. Está escrito em todos os aprovados documentos de identidade, fazendo-se o risco de misturar pessoas de baixa. O usa número de dez dígitos, AAMMDD-NNGC. Os primeiros seis dar a data de nascimento no formato AAMMDD. Dígitos de sete a nove (NNG) são utilizados para fazer o número exclusivo, onde o dígito nove (G) é ímpar para homens e para mulheres. Para números emitidos antes de 1990, o sétimo e o oitavo dígitos identificam o município de nascimento ou nascidos no estrangeiro de pessoas, mas de privacidade relacionadas a crítica causou este sistema a ser abandonadas para novos números.

### Suíça
Desde a introdução de um regime nacional de pensões, em 1948, a maioria das pessoas residentes na Suíça, é atribuído um Número de Segurança Social (AHV-Nr. [de] / Não AVS [fr]), que também é usado para outros fins governamentais. Onze dígitos formato em uso desde 1968, é a forma de AAA.BB.O CCC.DDD e codifica as informações sobre o nome, data de nascimento e o sexo do seu titular:
- A "AAA" dígitos codificar o nome da família.
- O "BB" dígitos são iguais para os dois últimos dígitos do ano de nascimento.
- O "CCC" dígitos codificar o dia de nascimento como uma trimestre número (1 a 4), seguido pelo número de dias do trimestre. Um desvio de 400 é adicionado para pessoas do sexo feminino (e.g. 101, de 1 de janeiro de homens e 501 é de 1 de janeiro para as mulheres).
- O "DDD" dígitos são usados para ser um código de origem dependendo de qual país a pessoa veio e ou se essa pessoa era um cidadão Suíço, por nascimento ou naturalização.

A partir de 2008, um anônimo treze dígitos e está sendo emitido para todos os residentes na Suíça. Ele é a forma de 756.XXXX.XXXX.XY, onde 756 é a ISO 3166-1 código para a Suíça, XXXX.XXXX.X é um número aleatório e Y é um EAN-13 dígito de verificação.

### Turquia
Durante a aplicação de um cartão de IDENTIFICAÇÃO nacional, todos turco cidadão é atribuído um único número de identificação pessoal chamado de turco Número de Identificação (em turco:  Türkiye Cumhuriyeti Kimlik Numarası ou abreviado como T. C. Kimlik Sem.), um número de 11 dígitos, com dois à direita de verificação de dígitos. Esta atribuição é organizado através de MERNIS (abreviatura do em inglês:  Central Personal Registration Administration System), o projeto que começou em 28 de outubro de 2000. O cartão de IDENTIFICAÇÃO nacional é obrigatório para todos os cidadãos e é emitido no momento do nascimento. Os pais precisam se registrar para as autoridades com a certidão de nascimento do menor.
O número de identificação é usado por instituições públicas em seus certificados e documentos como carteira de identidade, passaporte, internacional do livro de família, licença de condução, a forma e o manifesto elas problema para os cidadãos. Ele é usado por serviços, tais como impostos, segurança, direito de voto, educação, segurança social, cuidados de saúde, recrutamento militar, e bancária.

### Ucrânia
Número de Identificação Individual, é um número de 10 dígitos emitido pela administração tributária. Os 5 primeiros dígitos representam aniversário como o número de dias desde a 1 de janeiro de 1900 (mais números podem ser atribuídos para o mesmo dia, este adicionais ou alternativos números têm greate primeiro dígito, tipicamente 8). Os próximos quatro algarismos é um número de série, é usada para que os homens a obter os números ímpares, e as mulheres ficam com o mesmo números. O último dígito é um dígito de verificação. O algoritmo não é publicamente revelada. Números semelhantes são emitidos para os residentes e estrangeiros. Uma pessoa pode optar por não receber um Número de Identificação Individual, com base no religiosas ou outras crenças, no entanto, ele é associado com o menor imposto desvantagens. A Identificação Individual os Números são emitidos de acordo com uma Lei da Ucrânia 320/94-PB aprovada em 22 de dezembro de 1994. Desde de 2016, o n.º de identificação. é uma detalhes da identidade ucraniana cartão (em comparação a ser separado do documento em papel (ainda em vigor durante o período de transição) no passado).

### Reino Unido
Não há nenhuma exigência legal no reino UNIDO para obter ou realizar qualquer documento de identificação ou outro comprovante de identidade. Mas uma identificação é necessária para muitas coisas, como alugar um apartamento.
Um número Nacional de Seguros, geralmente chamado NI Número (NINO), é usado para administrar benefícios do estado, mas não ganhou a onipresença de seu equivalente dos EUA, e não é considerado prova de identidade. Como ele é o único número que é única para cada indivíduo, não mudar durante o curso da vida, e é emitido para praticamente todos os adultos em todo o reino UNIDO, ele é usado por Her Majesty's Revenue and Customs (HMRC) para acompanhar indivíduos para fins de imposto de renda. O número é estilizado como LL, NN NN NN L, por exemplo, AA 01 23 44 B.
Cada bebê nascido na Inglaterra e País de Gales, é emitido um Serviço Nacional de Saúde número, tomando a forma NNN-NNN-NNNN, por exemplo 122-762-9257 (o último número a ser um dígito de verificação). Eles eram do estilo "LLLNNL NNN", por exemplo KWB91M 342, que continuou padrões usados na II Guerra Mundial, cartões de identidade. No entanto, devido à natureza descentralizada do NHS local organizações de emissão de números, alguns pacientes foram alocados vários números, a proporção é de mais, muitas vezes mais (de uma pessoa:muitos números) de (uma pessoa:um número). O Programa Nacional de Tecnologia da Informação (NPfIT) também tem mostrado que uma pessoa pode ter muitos números, embora medidas estão sendo tomadas para corrigir duplicados nos dados.
Os bebês nascidos na Escócia , é emitido um CHI (Comunitário de Saúde Índice) número, tomando a forma DDMMAA-NNNN, com o DDMMAA representando sua data de nascimento e um de quatro dígitos do número de série único, daí em diante (e.g. alguém nascido em 1 de janeiro de 2010, teria o número 010110-NNNN, com o número de quatro dígitos atribuído ao entrar recém-nascido detalhes no conselho de saúde do paciente, administração de sistema). A segunda últimos N é o mesmo para as mulheres e estranho para os homens.

## Oceania

### Austrália
Na Austrália, o Tax File Number (TFN) é emitido pelo Australian taxation Office (ATO) para indivíduos e empresas para controlá-los para fins de imposto de renda. Semelhante ao Número de Segurança Social (SSN), NOS eua, de cada indivíduo TFN é único, e não se altera durante toda a sua vida. No entanto, ao contrário do seu homólogo dos EUA, Austrália lei proíbe especificamente o uso do TFN como um número de identificação nacional, e limita a utilização do TFN para o rastreamento de indivíduos para o preenchimento do imposto de renda, aposentadoria, contribuições e recebimento de estado de bem-estar benefícios.

### Nova Zelândia
Na Nova Zelândia, um Inland Revenue Department (IRD) número é emitido pelo IRD para cada contribuinte ( natural ou pessoa jurídica), e é necessário lidar com o IRD. Ele deve ser dado a qualquer empregador ou do banco responsáveis pela cobrança de imposto retido na fonte, e para aplicar ou usar um empréstimo de estudante. Cartas de condução, carregar um número exclusivo, muitas vezes, gravada ao fornecer-lhes como identificação.
A segurança social e serviços de apoio ao estudante do Ministério do Desenvolvimento Social (Trabalho e Renda, e StudyLink) um problema de Trabalho e Renda e número de cliente, atribuído na ocorrência de uma pessoa, o primeiro contato com serviço. Uma carta geral de inquérito sobre um serviço parece ser suficiente para um ser registrada e poderá ser cedido sem a letra do escritor conhecimento.
Um Índice Nacional de Saúde (NHI) número é atribuído a todos os recém-nascidos neozelandeses no nascimento, e aqueles que usam a saúde e a deficiência do serviço de suporte que não tenha um.
A pequena população significa um nome e data de nascimento geralmente podem identificar exclusivamente a alguém, embora o roubo de identidade é facilmente possível quando duas pessoas com um nome e data de nascimento.